# Les Portes de l'enfer : La Légende de Stull
Pour les articles homonymes, voir Nothing Left to Fear.
Pour plus de détails, voir Fiche technique et Distribution.
Les Portes de l'enfer : La Légende de Stull est un film d'horreur américain réalisé par Anthony Leonardi III et sorti en 2013.

## Synopsis
Lorsque l'opportunité se présente à eux, une jeune famille malchanceuse quitte son foyer et s'installe dans une petite ville du Kansas avec l'espoir d'une vie meilleure. Mais, malencontreusement, l'endroit où ils ont choisi de se réfugier, est un lieu hanté. Pour des générations de résidents et même des étrangers, cette ville serait l'une des sept portes de l'enfer, où une fois par an, le diable se lève du cimetière local pour marcher sur terre.

## Fiche technique
- Titre original : Nothing Left to Fear
- Titre français : Les Portes de l'enfer : La Légende de Stull
- Réalisation : Anthony Leonardi III
- Scénario : Jonathan W. C. Mills
- Musique : Nicholas O'Toole, Slash
- Direction artistique : Deborah Riley (supervision), Jay Hinkle, Jaymes Hinkle
- Décors : Owl Martin Dwyer
- Costumes : Jo Kissack
- Photographie : Martin Coppen
- Montage : Howard E. Smith
- Production : Alison Palmer, Todd Dagres, Rob Eric, Slash, Michael Williams
- Sociétés de production :  Slasher Films, Movie Package Company (MPC), Prime Focus, Midlife Crisis Productions
- Société de distribution : Anchor Bay Films
- Pays de production :  États-Unis
- Langue originale : anglais
- Format : couleur — 35mm — 2,35:1  — son Dolby
- Genre : horreur
- Durée : 100 minutes (1h40)
- Dates de sortie :
  - Russie : 26 septembre 2013
  - États-Unis : 4 octobre 2013
  - France : ?

## Distribution
- Anne Heche : Wendy
- James Tupper : Dan
- Ethan Peck : Noah
- Rebekah Brandes : Rebecca
- Wayne Père : Mason
- Jennifer Stone : Mary
- Clancy Brown :  le pasteur Kingsman
- Carter Cabassa : Christopher